# Waiting for My Rocket to Come
Waiting for My Rocket to Come är ett musikalbum av den amerikanske singer-songwritern Jason Mraz. Albumet kom ut i oktober 2002 och var Mraz debutalbum.

## Låtlista
1. "You and I Both" (Jason Mraz) - 3:39
2. "I'll Do Anything" (Galewood, Mraz) - 3:11
3. "The Remedy (I Won't Worry)" (Christy, Edwards, Mraz, Spock) - 4:16
4. "Who Needs Shelter" (Keup, Mraz, Schermerhorn) - 3:12
5. "Curbside Prophet" (Galewood, Mraz, Ruffalo) - 3:34
6. "Sleep All Day" (Mraz) - 4:56
7. "Too Much Food" (Mraz) - 3:41
8. "Absolutely Zero" (Mraz) - 5:39
9. "On Love in Sadness" (Keene, Mraz) - 3:28
10. "No Stopping Us" (Mraz) - 3:18
11. "The Boy's Gone" (Mraz) - 4:15
12. "Tonight, Not Again" (Keene, Mraz) - 4:49